# CIM-10 Chapitre 01 : Certaines maladies infectieuses et parasitaires
Cet article développe le Chapitre 01 : Certaines maladies infectieuses et parasitaires (A00-B99) de la classification internationale des maladies (CIM-10) publié par l'Organisation mondiale de la santé (OMS).

## Liste des classes

### (A00-A09) Maladies intestinales infectieuses
- (A00) Choléra
  - A00.0 Choléra classique
  - A00.1 Choléra "El-Tor"
  - A00.9 Choléra, sans précision

- (A01) Fièvres typhoïdes et paratyphoïdes
  - A01.0 Fièvre typhoïde
  - A01.1 Paratyphoïde A
  - A01.2 Paratyphoïde B
  - A01.3 Paratyphoïde C
  - A01.4 Paratyphoïde, sans précision

- (A02) Autres salmonelloses
  - (A02.0) Entérite à Salmonella
  - (A02.1) Septicémie à Salmonella
  - (A02.2) Infection localisée à Salmonella
  - (A02.8) Autres infections précisées à Salmonella
  - (A02.9) Salmonellose, sans précision

- (A03) Shigelloses
  - (A03.0) Shigellose à Shigella dysenteriae (Shigella du groupe A)
  - (A03.1) Shigellose à Shigella flexneri (Shigella du groupe B)
  - (A03.2) Shigellose à Shigella boydii (Shigella du groupe C)
  - (A03.3) Shigellose à Shigella sonnei (Shigella du groupe D)
  - (A03.8) Autres shigelloses
  - (A03.9) Shigellose, sans précision

- (A04) Autres infections bactériennes intestinales
  - (A04.0) Infection entéropathogène à Escherichia coli
  - (A04.1) Infection entérotoxigène à Escherichia coli
  - (A04.2) Infection entéroinvasive à Escherichia coli
  - (A04.3) Infection entérohémorragique à Escherichia coli
  - (A04.4) Autres infections intestinales à Escherichia coli
  - (A04.5) Entérite à Campylobacter
  - (A04.6) Entérite à Yersinia enterocolitica
  - (A04.7) Entérocolite à Clostridium difficile
  - (A04.8) Autres infections intestinales bactériennes précisées
  - (A04.9) Infection intestinale bactérienne, sans précision

- (A05) Autres toxi-infections bactériennes
  - (A05.0) Intoxication alimentaire à staphylocoques
  - (A05.1) Botulisme (Clostridium botulinum)
  - (A05.2) Intoxication alimentaire à Clostridium perfringens
  - (A05.3) Intoxication alimentaire à Vibrio parahaemolyticus
  - (A05.4) Intoxication alimentaire à Bacillus cereus
  - (A05.8) Autres intoxications bactériennes d'origine alimentaire précisées
  - (A05.9) Intoxication bactérienne d'origine alimentaire, sans précision

- (A06) Amibiase
  - (A06.0) Dysenterie amibienne aigüe
  - (A06.1) Amibiase intestinale chronique
  - (A06.2) Colite amibienne non dysentérique
  - (A06.3) Amoebome de l'intestin
  - (A06.4) Abcès amibien du foie
  - (A06.5) Abcès amibien du poumon
  - (A06.6) Abcès amibien du cerveau
  - (A06.7) Amibiase cutanée
  - (A06.8) Autres localisations d'une infection amibienne
  - (A06.9) Amibiase, sans précision

- (A07) Autres maladies intestinales dues à des protozoaires
  - (A07.0) Balantidiose
  - (A07.1) Giardiase (ou lambliase)
  - (A07.2) Cryptosporidiose
  - (A07.3) Infection à Isospora
  - (A07.8) Autres maladies intestinales précisées, à protozoaires
  - (A07.9) Maladie intestinale à protozoaires, sans précision

- (A08) Infections intestinales virales et autres spécifiées
  - (A08.0) Entérite à rotavirus
  - (A08.1) Gastro-entéropathie aigüe à l'agent de Norwalk
  - (A08.2) Entérite à adénovirus
  - (A08.3) Autres entérites virales
  - (A08.4) Infections intestinales virales, sans précision
  - (A08.5) Autres infections intestinales précisées

- (A09) Diarrhée et gastro-entérite d'origine infectieuse présumée
  - (A09.0) Gastro-entérites et colites d'origine infectieuse, autres et non précisées
  - (A09.9) Gastro-entérite et colite d'origine non précisée

### (A15-A19) Tuberculose
- (A15) Tuberculose de l'appareil respiratoire, avec confirmation bactériologique et histologique
  - (A15.0) Tuberculose pulmonaire, confirmée par examen microscopique de l'expectoration, avec ou sans culture
  - (A15.1) Tuberculose pulmonaire, confirmée par culture seulement
  - (A15.2) Tuberculose pulmonaire, avec confirmation histologique
  - (A15.3) Tuberculose pulmonaire, avec confirmation, moyen non précisé
  - (A15.4) Tuberculose ganglionnaire
  - (A15.5) Tuberculose du larynx, de la trachée et des bronches
  - (A15.6) Pleurésie tuberculeuse
  - (A15.7) Primoinfection tuberculeuse de l'appareil respiratoire
  - (A15.8) Autres formes de tuberculose de l'appareil respiratoire
  - (A15.9) Tuberculose de l'appareil respiratoire sans précision

- (A16) Tuberculose respiratoire, sans confirmation bactériologique ou histologique
  - (A16.0) Tuberculose pulmonaire, avec examens bactériologique et histologique négatifs
  - (A16.1) Tuberculose pulmonaire
  - (A16.2) Tuberculose pulmonaire
  - (A16.3) Tuberculose ganglionnaire
  - (A16.4) Tuberculose du larynx, de la trachée et des bronches
  - (A16.5) Pleurésie tuberculeuse
  - (A16.7) Primoinfection tuberculeuse de l'appareil respiratoire
  - (A16.8) Autres formes de tuberculose de l'appareil respiratoire
  - (A16.9) Tuberculose de l'appareil respiratoire sans précision

- (A17) Tuberculose du système nerveux
  - (A17.0) Méningite tuberculeuse
  - (A17.1) Tuberculome méningé
  - (A17.8) Autres formes de tuberculose du système nerveux
  - (A17.9) Tuberculose du système nerveux, sans précision

- (A18) Tuberculose d'autres organes
  - (A18.0) Tuberculose des os et des articulations
  - (A18.1) Tuberculose de l'appareil génito-urinaire
  - (A18.2) Adénopathie tuberculeuse périphérique
  - (A18.3) Tuberculose de l'intestin, du péritoine et des ganglions mésentérique
  - (A18.4) Tuberculose de la peau et du tissu cellulaire sous-cutané
  - (A18.5) Tuberculose de l'œil
  - (A18.6) Tuberculose de l'oreille
  - (A18.7) Tuberculose des surrénales
  - (A18.8) Tuberculose d'autres organes précisés

- (A19) Tuberculose miliaire
  - (A19.0) Tuberculose miliaire aigüe, localisation unique et précisée
  - (A19.1) Tuberculose miliaire aigüe, sièges multiples
  - (A19.2) Tuberculose miliaire aigüe, sans précision
  - (A19.8) Autres tuberculoses miliaires
  - (A19.9) Tuberculose miliaire, sans précision

### (A20-A28) Certaines anthropozoonoses bactériennes
- (A20) Peste (Yersinia pestis)
  - (A20.0) Peste bubonique
  - (A20.1) Peste cutanée
  - (A20.2) Peste pulmonaire
  - (A20.3) Peste méningée
  - (A20.7) Peste septicémique
  - (A20.8) Autres formes de peste
  - (A20.9) Peste, sans précision

- (A21) Tularémie
  - (A21.0) Tularémie ulcéroglandulaire
  - (A21.1) Tularémie ophtalmique
  - (A21.2) Tularémie pulmonaire
  - (A21.3) Tularémie abdominale
  - (A21.7) Tularémie généralisée
  - (A21.8) Autres formes de tularémie
  - (A21.9) Tularémie, sans précision

- (A22) Charbon (infection à Bacillus anthracis)
  - (A22.0) Charbon cutané
  - (A22.1) Charbon pulmonaire
  - (A22.2) Charbon gastro-intestinal
  - (A22.7) Septicémie charbonneuse
  - (A22.8) Autres formes de charbon
  - (A22.9) Charbon, sans précision

- (A23) Brucellose
  - (A23.0) Brucellose à Brucella melitensis
  - (A23.1) Brucellose à Brucella abortus
  - (A23.2) Brucellose à Brucella suis
  - (A23.3) Brucellose à Brucella canis
  - (A23.8) Autres brucelloses
  - (A23.9) Brucellose, sans précision

- (A24) Morve et mélioïdose
  - (A24.0) Morve (infection à Pseudomonas mallei)
  - (A24.1) Mélioïdose aigüe et galopante
  - (A24.2) Mélioïdose subaigüe et chronique
  - (A24.3) Autres mélioïdoses
  - (A24.4) Mélioïdose, sans précision

- (A25) Fièvres causées par morsure de rat
  - (A25.0) Spirillose
  - (A25.1) Streptobacillose
  - (A25.9) Fièvre causée par morsure de rat, sans précision

- (A26) Erysipéloïde
  - (A26.0) Erysipéloïde cutanée (Erythème migrant rouget du porc)
  - (A26.7) Septicémie à Érysipelothrix
  - (A26.8) Autres formes d'érysipéloïde
  - (A26.9) Érysipéloïde, sans précision

- (A27) Leptospirose
  - (A27.0) Leptospirose ictérohémorragique
  - (A27.8) Autres formes de leptospirose
  - (A27.9) Leptospirose, sans précision

- (A28) Autres anthropozoonoses bactériennes, non classées ailleurs
  - (A28.0) Pasteurellose
  - (A28.1) Maladie des griffes du chat
  - (A28.2) Yersiniose extra-intestinale
  - (A28.8) Autres anthropozoonoses bactériennes précisées, non classées ailleurs
  - (A28.9) Anthropozoonose bactérienne, sans précision

### (A30-A49) Autres maladies bactériennes
- (A30) Lèpre (maladie de Hansen) (infection à Mycobacterium leprae)
  - (A30.0) Lèpre indéterminée
  - (A30.1) Lèpre tuberculoïde
  - (A30.2) Lèpre tuberculoïde de type intermédiaire atypique
  - (A30.3) Lèpre de type intermédiaire atypique
  - (A30.4) Lèpre lépromateuse de type intermédiaire atypique
  - (A30.5) Lèpre lépromateuse
  - (A30.8) Autres formes de lèpre
  - (A30.9) Lèpre, sans précision

- (A31) Infections dues à d'autres mycobactéries
  - (A31.0) Infection pulmonaire à Mycobacterium
  - (A31.1) Infection cutanée à Mycobacterium
  - (A31.8) Autres infections à Mycobacterium
  - (A31.9) Infection à Mycobacterium, sans précision

- (A32) Listériose
  - (A32.0) Listériose cutanée
  - (A32.1) Méningite et méningoencéphalite listériennes
  - (A32.7) Septicémie listérienne
  - (A32.8) Autres formes de listériose
  - (A32.9) Listériose, sans précision

- (A33) Tétanos néonatal
- (A34) Tétanos obstétrical
- (A35) Autres formes de tétanos

- (A36) Diphtérie
  - (A36.0) Diphtérie pharyngée
  - (A36.1) Diphtérie rhinopharyngée
  - (A36.2) Diphtérie laryngée
  - (A36.3) Diphtérie cutanée
  - (A36.8) Autres formes de diphtérie
  - (A36.9) Diphtérie, sans précision

- (A37) Coqueluche
  - (A37.0) Coqueluche à Bordetella pertussis
  - (A37.1) Coqueluche à Bordetella parapertussis
  - (A37.8) Coqueluche due à d'autres espèces de Bordetella
  - (A37.9) Coqueluche, sans précision

- (A38) Scarlatine

- (A39) Infection à méningocoques
  - (A39.0) Méningite à méningocoques
  - (A39.1) Syndrome de Waterhouse-Friderichsen
  - (A39.2) Méningococcémie aigüe
  - (A39.3) Méningococcémie chronique
  - (A39.4) Méningococcémie, sans précision
  - (A39.5) Cardite à méningocoques
  - (A39.8) Autres infections à méningocoques
  - (A39.9) Infection méningococcique, sans précision

- (A40) Septicémie à streptocoques
  - (A40.0) Septicémie à streptocoques du groupe A
  - (A40.1) Septicémie à streptocoques du groupe B
  - (A40.2) Septicémie à streptocoques du groupe D
  - (A40.3) Septicémie à Streptococcus pneumoniae
  - (A40.8) Autres septicémies à streptocoques
  - (A40.9) Septicémie à streptocoques, sans précision

- (A41) Autres septicémies
  - (A41.0) Septicémie à staphylocoques dorés
  - (A41.1) Septicémie à d'autres staphylocoques précisés
  - (A41.2) Septicémie à staphylocoques non précisés
  - (A41.3) Septicémie à Haemophilus influenzae
  - (A41.4) Septicémie à microorganismes anaérobies
  - (A41.5) Septicémie à d'autres microorganismes Gram négatif
  - (A41.8) Autres septicémies précisées
  - (A41.9) Septicémie, sans précision

- (A42) Actinomycose
  - (A42.0) Actinomycose pulmonaire
  - (A42.1) Actinomycose abdominale
  - (A42.2) Actinomycose cervicofaciale
  - (A42.7) Septicémie actinomycosique
  - (A42.8) Autres formes d'actinomycose
  - (A42.9) Actinomycose, sans précision

- (A43) Nocardiose
  - (A43.0) Nocardiose pulmonaire
  - (A43.1) Nocardiose cutanée
  - (A43.8) Autres formes de nocardiose
  - (A43.9) Nocardiose, sans précision

- (A44) Bartonellose
  - (A44.0) Bartonellose généralisée
  - (A44.1) Bartonellose cutanée et cutanéomuqueuse
  - (A44.8) Autres formes de bartonellose
  - (A44.9) Bartonellose, sans précision

- (A46) Érysipèle

- (A48) Autres maladies bactériennes, non classées ailleurs
  - (A48.0) Gangrène gazeuse
  - (A48.1) Légionellose
  - (A48.2) Légionellose, sans signes pulmonaires
  - (A48.3) Syndrome du choc toxique
  - (A48.4) Fièvre purpurique du Brésil (infection généralisée à Haemophilus aegyptius)
  - (A48.8) Autres maladies bactériennes précisées

- (A49) Infection bactérienne, siège non précisé
  - (A49.0) Infection à staphylocoques, sans précision
  - (A49.1) Infection à streptocoques, sans précision
  - (A49.2) Infection à Haemophilus influenzae, sans précision
  - (A49.3) Infection à Mycoplasma, sans précision
  - (A49.8) Autres infections bactériennes, siège non précisé
  - (A49.9) Infection bactérienne, sans précision

### (A50-A64) Infections dont le mode de transmission est essentiellement sexuel
- (A50) Syphilis congénitale
  - (A50.0) Syphilis congénitale précoce, symptomatique
  - (A50.1) Syphilis congénitale précoce, latente
  - (A50.2) Syphilis congénitale précoce, sans précision
  - (A50.3) Oculopathie syphilitique congénitale tardive
  - (A50.4) Syphilis congénitale nerveuse tardive (neurosyphilis juvénile)
  - (A50.5) Autres formes tardives de Syphilis congénitale, symptomatique
  - (A50.6) Syphilis congénitale tardive, latente
  - (A50.7) Syphilis congénitale tardive, sans précision
  - (A50.9) Syphilis congénitale, sans précision

- (A51) Syphilis précoce
  - (A51.0) Syphilis génitale primaire
  - (A51.1) Syphilis anale primaire
  - (A51.2) Syphilis primaire d'autres localisations
  - (A51.3) Syphilis secondaire de la peau et des muqueuses
  - (A51.4) Autres formes de syphilis secondaire
  - (A51.5) Syphilis précoce, latente
  - (A51.9) Syphilis précoce, sans précision

- (A52) Syphilis tardive
  - (A52.0) Syphilis cardiovasculaire
  - (A52.1) Syphilis nerveuse symptomatique
  - (A52.2) Syphilis nerveuse asymptomatique
  - (A52.3) Syphilis nerveuse, sans précision
  - (A52.7) Autres formes tardives de syphilis symptomatique
  - (A52.8) Syphilis tardive, latente
  - (A52.9) Syphilis tardive, sans précision

- (A53) Syphilis, autres et sans précision
  - (A53.0) Syphilis latente, non précisée précoce ou tardive
  - (A53.9) Syphilis, sans précision

- (A54) Infection gonococcique
  - (A54.0) Infection gonococcique de la partie inférieure de l'appareil génito-urinaire, sans abcès péri-urétral ou des glandes annexes
  - (A54.1) Infection gonococcique de la partie inférieure de l'appareil génito-urinaire, avec abcès péri-urétral et des glandes annexes
  - (A54.2) Pelvipéritonite gonococcique et autres infections génito-urinaires gonococciques
  - (A54.3) Infection gonococcique de l'œil
  - (A54.4) Infection gonococcique du système ostéoarticulaire et des muscles
  - (A54.5) Pharyngite gonococcique
  - (A54.6) Infection gonococcique de l'anus et du rectum
  - (A54.8) Autres infections gonococciques
  - (A54.9) Infection gonococcique, sans précision

- (A55) Lymphogranulomatose vénérienne à Chlamydia

- (A56) Autres infections à Chlamydia transmises par voie sexuelle
  - (A56.0) Infection à Chlamydia de la partie inférieure de l'appareil génito-urinaire
  - (A56.1) Infection à Chlamydia, pelvipéritonéale et des autres organes génito-urinaires
  - (A56.2) Infection à Chlamydia de l'appareil génito-urinaire, sans précision
  - (A56.3) Infection à Chlamydia de l'anus et du rectum
  - (A56.4) Infection à Chlamydia du pharynx
  - (A56.8) Infection à Chlamydia transmise par voie sexuelle, autres localisations

- (A57) Chancre mou
- (A58) Granulome inguinal

- (A59) Trichomonase
  - (A59.0) Trichomonase urogénitale
  - (A59.8) Autres localisations de trichomonase
  - (A59.9) Trichomonase, sans précision

- (A60) Infection anogénitale par le virus de l'herpès (herpes simplex)
  - (A60.0) Infection des organes génitaux et de l'appareil génito-urinaire par le virus de l'herpès
  - (A60.1) Infection de la marge cutanée de l'anus et du rectum, par le virus de l'herpès
  - (A60.9) Infection anogénitale par le virus de l'herpès, sans précision

- (A63) Autres maladies dont le mode de transmission est essentiellement sexuel, non classées ailleurs
  - (A63.0) Condylomes anogénitaux
    - (A63.00) Condylomes anaux
    - (A63.08) Autres condylomes anogénitaux

  - (A63.8) Autres maladies précisées dont le mode de transmission est essentiellement sexuel

- (A64) Maladie sexuellement transmise, sans précision

### (A65-A69) Autres maladies à spirochètes
- (A65) Syphilis non vénérienne
- (A66) Pian
- (A67) Pinta

- (A68) Fièvres récurrentes (borrélioses)
  - (A68.0) Fièvre récurrente à Borrelia recurrentis
  - (A68.1) Fièvre récurrente à tiques (Borrelia, sauf Borrelia recurrentis)
  - (A68.9) Fièvre récurrente, sans précision

- (A69) Autres infections à spirochètes
  - (A69.0) Stomatite ulcéronécrotique
  - (A69.1) Autres infections dites de Vincent
  - (A69.2) Maladie de Lyme
  - (A69.8) Autres infections à spirochètes précisées
  - (A69.9) Infection à spirochètes, sans précision

### (A70-A74) Autres maladies à Chlamydia
- (A70) Infection à Chlamydia psittaci
- (A71) Trachome
- (A74) Autres infections à Chlamydia

### (A75-A79) Rickettsioses
- (A75) Typhus
  - (A75.0) Typhus exanthématique à poux dû à Rickettsia prowazekii
  - (A75.1) Typhus résurgent (Maladie de Brill-Zinsser)
  - (A75.2) Typhus à Rickettsia typhi
  - (A75.3) Typhus à Rickettsia tsutsugamushi
  - (A75.9) Typhus, sans précision

- (A77) Fièvre pourprée (Rickettsioses à tiques)
  - (A77.0) Fièvre pourprée à Rickettsia rickettsii
  - (A77.1) Fièvre pourprée à Rickettsia conorii
  - (A77.2) Fièvre pourprée due à Rickettsia sibirica
  - (A77.3) Fièvre pourprée due à Rickettsia australis
  - (A77.8) Autres fièvres pourprées
  - (A77.9) Fièvre pourprée, sans précision

- (A78) Fièvre Q

- (A79) Autres rickettsioses
  - (A79.0) Fièvre des tranchées
  - (A79.1) Rickettsiose varicelliforme due à Rickettsia akari
  - (A79.8) Autres types précisés de rickettsiose
  - (A79.9) Rickettsiose, sans précision

### (A80-A89) Infections virales du système nerveux central
- (A80) Poliomyélite aigüe

- (A81) Infections atypiques à virus, du système nerveux central
  - (A81.0) Maladie de Creutzfeldt-Jakob
  - (A81.1) Panencéphalite sclérosante subaigüe (PESS ou maladie de Van Bogaert)
  - (A81.2) Leucoencéphalopathie multifocale progressive
  - (A81.8) Autres infections atypiques à virus, du système nerveux central
  - (A81.9) Infection atypique à virus, du système nerveux central, sans précision

- (A82) Rage

- (A83) Encéphalite virale transmise par des moustiques
  - (A83.0) Encéphalite japonaise
  - (A83.1) Encéphalite équine occidentale
  - (A83.2) Encéphalite équine orientale
  - (A83.3) Encéphalite de Saint Louis
  - (A83.4) Encéphalite australienne
  - (A83.5) Encéphalite de Californie
  - (A83.6) Maladie à virus de Rocio
  - (A83.8) Autres encéphalites virales transmises par des moustiques
  - (A83.9) Encéphalite virale transmise par des moustiques, sans précision

- (A84) Encéphalite virale transmise par des tiques

- (A85) Autres encéphalites virales, non classées ailleurs
  - (A85.0) Encéphalite à entérovirus
  - (A85.1) Encéphalite à adénovirus
  - (A85.2) Encéphalite virale transmise par des arthropodes, sans
  - (A85.8) Autres encéphalites virales précisées

- (A86) Encéphalite virale, sans précision

- (A87) Méningite virale
  - (A87.0) Méningite à entérovirus
  - (A87.1) Méningite à adénovirus
  - (A87.2) Chorioméningite Iymphocytaire
  - (A87.8) Autres méningites virales
  - (A87.9) Méningite virale, sans précision

- (A88) Autres infections virales du système nerveux central, non classées ailleurs
- (A89) Infection virale du système nerveux central, sans précision

### (A92-A99) Fièvres virales transmises par des arthropodes et fièvres virales hémorragiques
- (A92) Autres fièvres virales transmises par des moustiques
  - (A92.0) Fièvre de Chikungunya
  - (A92.1) Fièvre due au virus O'nyong-nyong
  - (A92.2) Fièvre équine vénézuélienne
  - (A92.3) Fièvre West Nile
  - (A92.4) Fièvre de la vallée du Rift
  - (A92.8) Autres fièvres virales précisées, transmises par des moustiques
  - (A92.9) Fièvre virale transmise par des moustiques, sans précision
- (A93) Autres fièvres virales transmises par des arthropodes, non classées ailleurs
- (A94) Fièvre virale transmise par des arthropodes, sans précision
- (A95) Fièvre jaune
  - (A95.0) Fièvre jaune sylvatique
  - (A95.1) Fièvre jaune citadine
  - (A95.9) Fièvre jaune, sans précision
- (A96) Fièvre hémorragique à arénavirus
  - (A96.0) Fièvre hémorragique de Junin
  - (A96.1) Fièvre hémorragique de Machupo
  - (A96.2) Fièvre de Lassa
  - (A96.8) Autres fièvres hémorragiques à arénavirus
  - (A96.9) Fièvre hémorragique à arénavirus, sans précision
- (A97) Dengue
  - (A97.0) Dengue sans signe d'alerte
  - (A97.1) Dengue avec signes d'alerte
  - (A97.2) Dengue sévère
  - (A97.9) Dengue, sans précision
- (A98) Autres fièvres hémorragiques virales, non classées ailleurs
- (A99) Fièvre hémorragique virale, sans précision

### (B00-B09) Infections virales caractérisées par des lésions cutanéo-muqueuses
- (B00) Infections par le virus de l'herpès (herpes simplex)
  - (B00.0) eczéma herpétique
  - (B00.1) Dermite vésiculaire due au virus de l'herpès
  - (B00.2) Gingivostomatite et pharyngoamygdalite due au virus de l'herpès
  - (B00.3) Méningite due au virus de l'herpès
  - (B00.4) Encéphalite due au virus de l'herpès
  - (B00.5) Affections oculaires dues au virus de l'herpès
  - (B00.7) Maladie disséminée due au virus de l'herpès
  - (B00.8) Autres formes d'infection due au virus de l'herpès
  - (B00.9) Infection due au virus de l'herpès, sans précision
- (B01) Varicelle
- (B02) Zona
- (B03) Variole
- (B04) Monkeypox ou orthopoxvirus simien ou virus de la variole du singe.
- (B05) Rougeole
- (B06) Rubéole
- (B07) Verrues d'origine virale

- (B08) Autres infections virales caractérisées par des cutanéomuqueuses, non classées ailleurs
  - (B08.0) Autres infections à orthopoxvirus
  - (B08.1) Molluscum contagiosum
  - (B08.2) Roséole ou exanthème subit
  - (B08.3) Mégalérythème épidémique
  - (B08.4) Stomatite vésiculaire avec exanthème, due à un entérovirus (Syndrome pied-main-bouche)
  - (B08.5) Pharyngite vésiculaire due à un entérovirus (Herpangine)
  - (B08.8) Autres infections virales précisées, caractérisées par des lésions cutanéomuqueuses

- (B09) Infection virale caractérisée par des lésions cutanéomuqueuses, sans précision

### (B15-B19) Hépatite virale
- (B15) Hépatite aigüe A
  - (B15.0) Hépatite aigüe A avec coma hépatique
  - (B15.9) Hépatite aigüe A sans coma hépatique

- (B16) Hépatite aigüe B
  - (B16.0) Hépatite aigüe B avec agent delta, avec coma hépatique
  - (B16.1) Hépatite aigüe B avec agent delta, sans coma hépatique
  - (B16.2) Hépatite aigüe B sans agent delta, avec coma hépatique
  - (B16.9) Hépatite aigüe B, sans agent delta et sans coma hépatique

- (B17) Autres hépatites virales aigües
  - (B17.0) Surinfection aigüe par agent delta d'un sujet porteur de l'hépatite B
  - (B17.1) Hépatite aigüe C
  - (B17.2) Hépatite aigüe E
  - (B17.8) Autres hépatites virales aigües précisées

- (B18) Hépatite virale chronique
  - (B18.0) Hépatite virale chronique B avec agent delta
  - (B18.1) Hépatite virale chronique B sans agent delta
  - (B18.2) Hépatite virale chronique C
  - (B18.8) Autres hépatites virales chroniques
  - (B18.9) Hépatite virale chronique, sans précision

- (B19) Hépatite virale, sans précision
  - (B19.0) Hépatite virale, sans précision, avec coma
  - (B19.9) Hépatite virale, sans précision, sans coma

### (B20-B24) Maladies dues au virus de l'immunodéficience humaine (VIH)
- (B20) Immunodéficience humaine virale, à l'origine de maladies infectieuses et parasitaires
  - (B20.0) Maladie par VIH à l'origine d'une infection mycobactérienne
  - (B20.1) Maladie par VIH à l'origine d'autres infections bactériennes
  - (B20.2) Maladie par VIH à l'origine d'infections à cytomégalovirus
  - (B20.3) Maladie par VIH à l'origine d'autres infections virales
  - (B20.4) Maladie par VIH à l'origine de candidose
  - (B20.5) Maladie par VIH à l'origine d'autres mycoses
  - (B20.6) Maladie par VIH à l'origine de pneumopathie à Pneumocystis carinii
  - (B20.7) Maladie par VIH à l'origine d'infections multiples
  - (B20.8) Maladie par VIH à l'origine d'autres maladies infectieuses et parasitaires
  - (B20.9) Maladie par VIH à l'origine d'une maladie infectieuse ou parasitaire non précisée

- (B21) Immunodéficience humaine virale, à l'origine de tumeurs malignes
  - (B21.0) Maladie par VIH à l'origine d'un sarcome de Kaposi
  - (B21.1) Maladie par VIH à l'origine d'un lymphome de Burkitt
  - (B21.2) Maladie par VIH à l'origine d'autres lymphomes non hodgkinien
  - (B21.3) Maladie par VIH à l'origine d'autres tumeurs malignes des tissus lymphoïde, hématopoïétique et apparentés
  - (B21.7) Maladie par VIH à l'origine de tumeurs malignes multiples
  - (B21.8) Maladie par VIH à l'origine d'autres tumeurs malignes
  - (B21.9) Maladie par VIH à l'origine d'une tumeur maligne, sans précision

- (B22) Immunodéficience humaine virale, à l'origine d'autres affections précisées
  - (B22.0) Maladie par VIH à l'origine d'une encéphalopathie
  - (B22.1) Maladie par VIH à l'origine d'une pneumopathie lymphoïde interstitielle
  - (B22.2) Maladie par VIH à l'origine d'un syndrome cachectique
  - (B22.7) Maladie par VIH à l'origine de maladies multiples classées ailleurs

- (B23) Immunodéficience humaine virale, à l'origine d'autres maladies
  - (B23.0) Syndrome d'infection aigüe par VIH
  - (B23.1) Maladie par VIH à l'origine d'adénopathies généralisées (persistantes)
  - (B23.2) Maladie par VIH à l'origine d'anomalies hématologiques et immunologiques, non classées ailleurs
  - (B23.8) Maladie par VIH à l'origine d'autres états précisés

- (B24) Immunodéficience humaine virale, sans précision
  - (B24.+0) Complexe relatif au SIDA, sans précision
  - (B24.+1) Syndrome d'immunodéficience acquise  avéré, sans précision
  - (B24.+9) Infection par le virus de l'immunodéficience humaine, sans précision

### (B25-B34) Autres maladies virales
- (B25) Maladie à cytomégalovirus
  - (B25.0) Pneumopathie à cytomégalovirus  (J17.1)
  - (B25.1) Hépatite à cytomégalovirus (K77.0)
  - (B25.2) Pancréatite à cytomégalovirus ( K87.1)
  - (B25.8) Autres maladies à cytomégalovirus
  - (B25.9) Maladie à cytomégalovirus, sans précision

- (B26) Oreillons
  - (B26.0) Orchite ourlienne
  - (B26.1) Méningite ourlienne
  - (B26.2) Encéphalite ourlienne
  - (B26.3) Pancréatite ourlienne
  - (B26.8) Oreillons avec autres complications
    - Arthrite (M01.5)
    - Myocardite (I41.1)
    - Néphrite (N08.0)
    - Polynévrite (G63.0)

  - (B26.9) Oreillons sans complication

- (B27) Mononucléose infectieuse
  - (B27.0) Mononucléose due à herpèsvirus gamma
    - Mononucléose due au virus d'Epstein-Barr

  - (B27.1) Mononucléose à cytomégalovirus
  - (B27.8) Autres mononucléoses infectieuses
  - (B27.9) Mononucléose infectieuse, sans précision

- (B30) Conjonctivite virale
  - (B30.0) Kératoconjonctivite due à un adénovirus (H19.2)
  - (B30.1) Conjonctivite due à un adénovirus (H13.1)
  - (B30.2) Pharyngoconjonctivite virale
  - (B30.3) Conjonctivite hémorragique aigüe épidémique (entérovirale) (H13.1)
  - (B30.8) Autres conjonctivites virales  (H13.1)
  - (B30.9) Conjonctivite virale, sans précision

- (B33) Autres maladies à virus, non classées ailleurs
  - (B33.0) Myalgie épidémique
    - Maladie de Bornholm

  - (B33.1) Maladie de la Ross River
  - (B33.2) Cardite virale
  - (B33.3) Infections à rétrovirus, non classées ailleurs
  - (B33.8) Autres maladies à virus précisées

- (B34) Infection virale, siège non précisé
  - (B34.0) Infection adénovirale, sans précision
  - (B34.1) Infection entérovirale, sans précision
  - (B34.2) Infection coronavirale, sans précision
  - (B34.3) Infection parvovirale, sans précision
  - (B34.4) Infection papovavirale, sans précision
  - (B34.8) Autres infections virales, siège non précisé
  - (B34.9) Infection virale, sans précision

### (B35-B49) Mycoses
- (B35) Dermatophytose

- (B36) Autres mycoses superficielles
  - (B36.0) Pityriasis versicolor
  - (B36.1) Tinea nigra
  - (B36.2) Piedra blanche
  - (B36.3) Piedra noire
  - (B36.8) Autres mycoses superficielles précisées
  - (B36.9) Mycose superficielle, sans précision
- (B37) Candidose
- (B38) Coccidioïdomycose
- (B39) Histoplasmose
- (B40) Blastomycose
- (B41) Paracoccidioïdomycose
- (B42) Sporotrichose
- (B43) Chromomycose
- (B44) Aspergillose
- (B45) Cryptococcose
- (B46) Zygomycose
- (B47) Mycétome
- (B48) Autres mycoses, non classées ailleurs
- (B49) Mycose, sans précision

### (B50-B64) Maladies dues à des protozoaires
- (B50) Paludisme à Plasmodium falciparum
- (B51) Paludisme à Plasmodium vivax
- (B52) Paludisme à Plasmodium malariae
- (B53) Autres paludismes confirmés par examen parasitologique
- (B54) Paludisme, sans précision
- (B55) Leishmaniose
- (B56) Trypanosomiase africaine
- (B57) Maladie de Chagas
- (B58) Toxoplasmose
- (B59) Pneumocystose
- (B60) Autres maladies dues à des protozoaires, non classées ailleurs
- (B64) Maladie due à des protozoaires, sans précision

### (B65-B83) Helminthiases
- (B65) Bilharziose
- (B66) Autres infections par douves (distomatoses)
- (B67) Echinococcose
- (B68) Infection à Taenia
- (B69) Cysticercose
- (B70) Diphyllobothriase et sparganose
- (B72) Dracunculose
- (B74) Filariose
- (B75) Trichinose
- (B77) Ascaridiase
- (B78) Anguillulose
- (B79) Infection à Trichuris trichiuria
- (B80) Oxyurose
- (B81) Autres helminthiases intestinales, non classées ailleurs
- (B82) Parasitose intestinale, sans précision
- (B83) Autres helminthiases

### (B85-B89) Pédiculose, acariase et autres infestations
- (B85) Pédiculose corporelle, pédiculose du cuir chevelu et phtiriase
- (B86) Gale
- (B87) Myiase
- (B88) Autres infestations
- (B89) Parasitose, sans précision

### (B90-B94) Séquelles de maladies infectieuses et parasitaires
- (B90) Séquelles de tuberculose
- (B91) Séquelles de poliomyélite
- (B92) Séquelles de lèpre
- (B94) Séquelles de maladies infectieuses et parasitaires, autres et non précisées

### (B95-B97) Agents d'infections bactériennes, virales et autres
- (B95) Streptocoques et staphylocoques, cause de maladies classées dans d'autres chapitres
- (B96) Autres agents bactériens, cause de maladies classées dans d'autres chapitres
  - (B96.0) Mycoplasma pneumoniae
  - (B96.1) Klebsiella pneumoniae
  - (B96.2) Escherichia coli
  - (B96.3) Haemophilus influenzae
  - (B96.4) Proteus mirabilis, Proteus morganii
  - (B96.5) Pseudomonas aeruginosa, Pseudomonas mallei, Pseudomonas pseudomallei
  - (B96.6) Bacillus fragilis
  - (B96.7) Clostridium perfringens
  - (B96.8) Autres agents bactériens précisés
- (B97) Virus, cause de maladies classées dans d'autres chapitres
  - (B97.0) Adénovirus
  - (B97.1) Entérovirus
  - (B97.2) Coronavirus
  - (B97.3) Rétrovirus
  - (B97.4) Virus respiratoire syncytial
  - (B97.5) Réovirus
  - (B97.6) Parvovirus
  - (B97.7) Papillomavirus
  - (B97.8) Autres virus
- (B99) Maladies infectieuses, autres et non précisées
  - (B99.+0) Autres maladies infectieuses précisées
  - (B99.+1) Syndrome infectieux sans cause retrouvée